# Южный сьерра-мивокский язык
Южный сьерра-мивокский язык (Meewoc, Mewoc, Me-Wuk, Miwoc, Miwokan, Mokélumne, Moquelumnan, San Raphael, Southern Sierra Miwok, Talatui, Talutui, Yosemite) - почти исчезнувший мивокский язык, на котором говорит народ южные сьерра-мивоки, который проживает на притоках рек Марипоса (округ Марипоса), Мерсед и Чоучилла штата Калифорния в США. В настоящее время почти весь народ говорит на английском языке.